# عريس الهنا (فلم 1974)
عريس الهنا فيلم كوميدي اجتماعي مصري، من بطولة محمد عوض، لبلبة، ناهد شريف، بوسي، زيزي البدراوي، ميمي شكيب.

## قصة الفيلم
القصة عن فريد (محمد عوض) طالب في كلية الطب البيطري فقير يحب ابنة عمه سميرة (زيزي البدراوي) التي يعيش بالقرب من أهلها. و بهدف الزواج من حبيبته يقوم بالموافقة على عرض من 4 راقصات بالزواج منهن بشكل مؤقت مقابل مبلغ مالي ضخم. و لان الراقصات يرغبن بالزواج منه بشكل مؤقت يحتفظن بالعصمة و لكن تتغير الظروف وترفض الراقصات تطليق فريد.

## وصلات خارجية
- مقالات تستعمل روابط فنية بلا صلة مع ويكي بيانات